# Odznaka pamiątkowa jednostki wojskowej
Odznaka pamiątkowa jednostki wojskowej – odznaka wykonana różnorodną techniką w metalu przeznaczona do noszenia na kieszeni kurtki mundurowej.

## Geneza odznaki pamiątkowej
Początków polskich odznak wojskowych można doszukiwać się w Armii Królestwa Polskiego.
Rozkazem Wielkiego Księcia Konstantego z 7 stycznia 1826 wprowadzono na mundury wojskowe „Cyfrę Cesarza i króla Aleksandra I”. Cyfrę nosili żołnierze pułku grenadierów i szwadronu pułku strzelców konnych gwardii początkowo na naramiennikach i szlifach, a od 13 września 1837 po lewej stronie munduru żołnierskiego jako odznakę honorową.
W końcu XIX wieku odznaki rozpowszechniono prawie we wszystkich oddziałach wojskowych. Obok oficjalnych funkcjonowały też niezatwierdzone przez władze wojskowe. W zasadzie odznaki te nosili oficerowie. Dopiero od 1909 w armii carskiej zezwolono na nadawanie odznak pamiątkowych także podoficerom i szeregowym. Zwyczaj nadawania odznak pamiątkowych upowszechnił się także w polskich formacjach wojskowych okresu Wielkiej Wojny.
Po utworzeniu polskich formacji zbrojnych w Rosji, powstała potrzeba odróżnienia ich od oddziałów armii carskiej. Żołnierz polski na lewej kieszeni kurtki mundurowej zaczął nosić odznakę w kształcie orła i tym akcentował narodowy charakter swojego oddziału. W kwietniu 1917 odznaki uzyskały akceptację rosyjskich władz wojskowych. Wraz z powstaniem innych formacji zaczęto dodawać do nich różne elementy ozdobne i informacyjne. Orły otrzymały numery pułków i stały się pierwowzorem znaków pułkowych. Podobnie było w polskich formacjach wojskowych w armii austriackiej, niemieckiej, czy francuskiej.
Jako pierwsze powstały odznaki kawalerii w Legionach Polskich Józefa Piłsudskiego, a nieco później odznaki honorowe w pułkach kawalerii tworzonymi w Rosji. Były to u odznaki 1 i 2 pułku ułanów Legionów Polskich oraz dywizjony ułanów przy Naczelnym Polskim Komitecie Wykonawczym w Rosji i 2 p.uł. I Korpusu Polskiego.

## Odznaki pamiątkowe w II Rzeczypospolitej
W latach 1918–1921 w Wojsku Polskim pojawiła się duża liczba odznak wojskowych, które upamiętniały powstanie różnych formacji wojskowych. Nadawano je bez zgody MSWojsk. tworząc specjalne kapituły. Na podstawie zgłoszeń zestawiona została w Sztabie Generalnym Naczelnego Dowództwa pierwsza lista odznak ówcześnie noszonych w wojsku. Rozkaz nr 40 z 5 maja 1920 w sprawie rejestracji odznak zatwierdzał 44 odznaki organizacji i formacji wojskowych oraz 7 odznak szkół wojskowych. Jednocześnie nadal w Referacie Orderów i Odznaczeń Gabinetu MSWojsk. rozpatrywano wnioski o zatwierdzenia odznak. Wyniki tej pracy ogłoszono w Dzienniku Rozkazów MSWojsk. nr 49 z 13 grudnia 1921. Do 1928 każdy oddział Wojska Polskiego opracował własny, osobny statut lub regulamin nadania swojej odznaki.
Wszelkie sprawy, związane z odznakami pamiątkowymi w Wojsku Polskim, ostatecznie unormował Rozkaz MSWojsk. nr 10 z 21 kwietnia 1928. Regulował on sposób ich nadawania, odbierania i noszenia, określał wymiary oraz zawierał wszelkie przepisy z tym związane. Odznakę nadawał dowódca pułku, a z racji pełnionej funkcji automatycznie przysługiwało mu prawo jej noszenia. Nadanie odznaki ogłaszano w rozkazie dziennym, wręczenie odbywało się w dniu pułkowego święta lub w terminie zwolnienia żołnierzy do rezerwy. Prawo do jej noszenia mieli oficerowie i żołnierze służący w pułku jeden rok podczas wojny lub na froncie przez okres 3 miesięcy. W czasie pokoju oficerowie i podoficerowie zawodowi po 2 latach, oficerowie niezawodowi – po odsłużeniu jednego roku w stopniu oficera lub szeregowego albo po odbyciu dwóch ćwiczeń rezerwy. Mogli też nosić odznakę inni żołnierze, cywile lub osoby prawne zasłużone dla pułku. Odznakę noszono na lewej piersi, na gwintowanym sztyfcie, 4 cm poniżej guzika górnej kieszeni lub na wysokości trzeciego guzika kurtki (starego wzoru). Prawo do noszenia odznaki tracili skazani wyrokiem sądowym za dezercję lub inne czyny karane więzieniem oraz wykluczeni orzeczeniem oficerskiego sądu honorowego.

## Odznaki pamiątkowe w Polskich Siłach Zbrojnych
Odznaki pamiątkowe Polskich Sił Zbrojnych zazwyczaj nawiązywały do odznak z okresu międzywojennego. Oddziały odtworzone zachowały dawne, natomiast nowo powstałe wprowadziły odznaki nawiązujące do tradycji Wojska Polskiego. Obok symboliki polskiej, wprowadzano również symbole państw sprzymierzonych (barwy lub godła Francji i Wielkiej Brytanii). Początkowo odznaki pamiątkowe miały statuty zatwierdzane przez dowódców oddziałów. Od 1943 nadawanie odznak pamiątkowych, a także wymogi, które należało spełniać, regulował rozkaz Naczelnego Wodza. Pierwsze odznaki pamiątkowe powstały we Francji w 2 Dywizji Strzelców Pieszych. Projekt odznaki dywizyjnej zatwierdził Naczelny Wódz 30 kwietnia 1940. Odznaka, oprócz orła i barw narodowych Polski, miała barwy Francji i Wielkiej Brytanii. Pierwszymi odznakami zatwierdzonymi 20 czerwca 1941 w Wielkiej Brytanii były odznaki pamiątkowe: Szkoły Podchorążych Artylerii, przewidziane dla załóg pociągów pancernych i 1 pułku czołgów. Potem opracowano statuty innych oddziałów wojsk lądowych.
Swoje odznaki pamiątkowe miały także utworzone w Wielkiej Brytanii dywizjony lotnicze. Przyjęły one odznaki polskich eskadr myśliwskich z okresu międzywojennego. Dywizjony bombowe natomiast miały nowe odznaki pamiątkowe, zaprojektowane już w Wielkiej Brytanii. Nowe insygnia otrzymały też dwa dywizjony myśliwsko-rozpoznawcze. Jedyną odznaką dywizjonu myśliwskiego, nie nawiązującą do znaków sprzed 1939, była odznaka pamiątkowa Polskiego Zespołu Myśliwskiego.

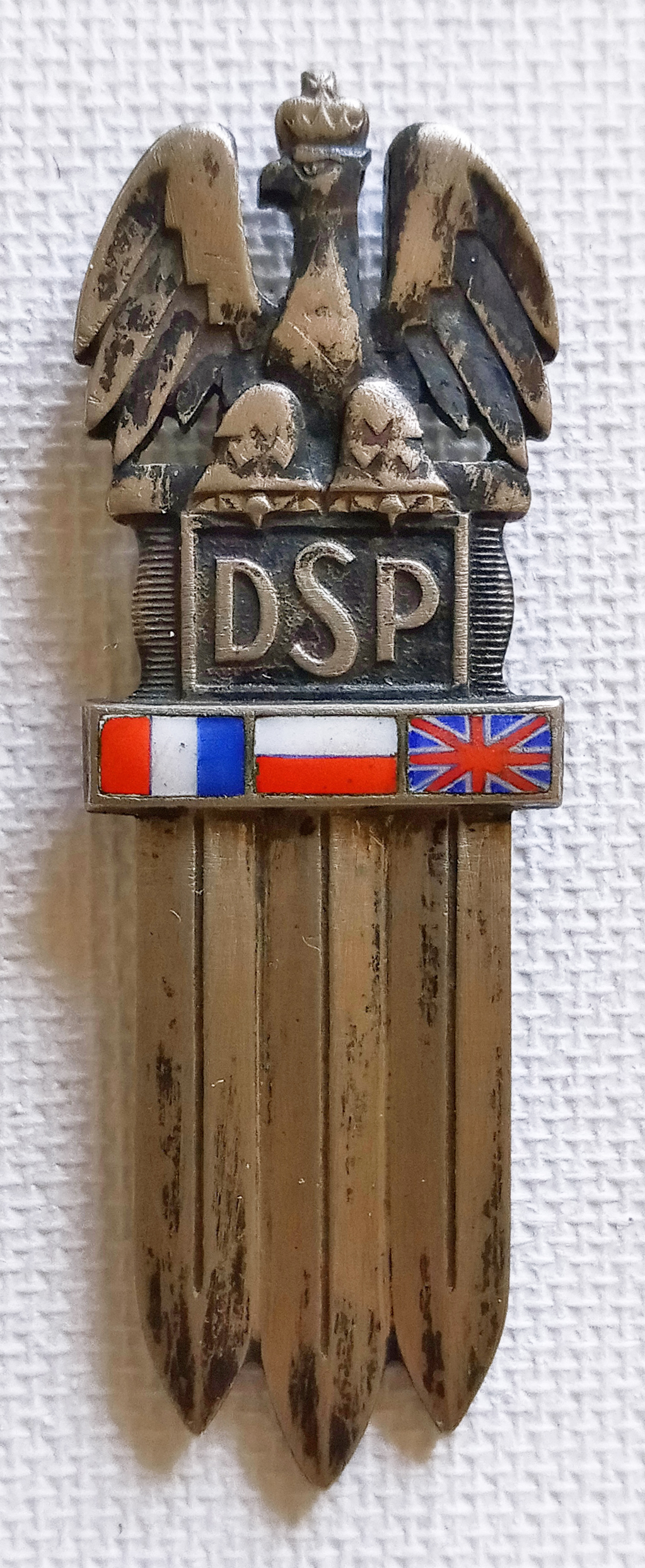
Odznaka 2 Dywizji Strzelców Pieszych
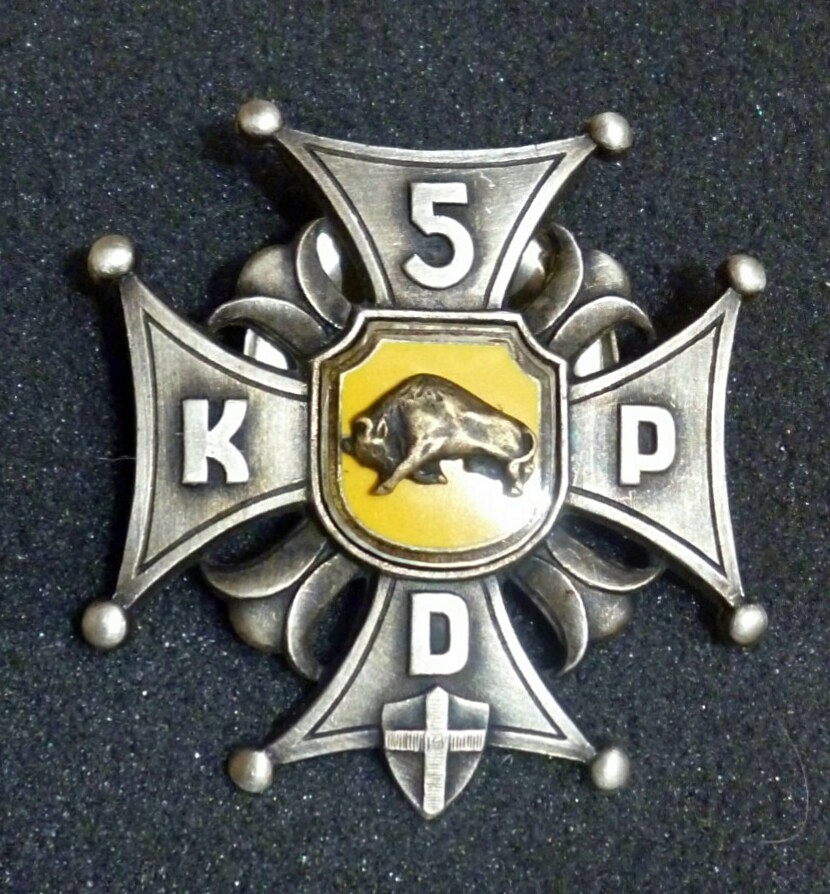
Odznaka 5 Kresowej Dywizji Piechoty

## Odznaki pamiątkowe w SZ RP
Odznaki wprowadzone po roku 1990 nawiązując do przedwojennych tradycji. Zachowane zostały elementy krzyża i orła lecz obok nich pojawiają, się też  motywy charakteryzujące rodzaj sił zbrojnych. Zarówno w lotnictwie, jak i w wojskach lądowych często występują, skrzydła husarskie. Nowymi elementami są daty powstania lub restrukturyzacji jednostki lub daty historyczne związane z tradycjami kultywowanymi przez jednostkę. Elementy uzbrojenia, występujące na odznakach, odpowiadają aktualnemu stanowi techniki.
Odznaki występują najczęściej w jednej formie. Sporadycznie mają dwie klasy: oficerską – emaliowaną i żołnierską – bez emalii. Wyjątkowo spotyka się trzecią klasę – honorową. Nadawanie odznak odbywa się na podstawie regulaminów i statutów na wniosek odpowiedniej kapituły.